# Бучердя-Віноасе
Бучердя-Віноасе (рум. Bucerdea Vinoasă) — село у повіті Алба в Румунії. Входить до складу комуни Ігіу.
Село розташоване на відстані 277 км на північний захід від Бухареста, 10 км на північ від Алба-Юлії, 68 км на південь від Клуж-Напоки.

## Населення
За даними перепису населення 2002 року у селі проживали 957 осіб, усі — румуни. Усі жителі села рідною мовою назвали румунську.